# Кнёвенагель, Эмиль
Ге́нрих Эми́ль Альбе́рт Кнёвена́гель (нем. Heinrich Emil Albert Knoevenagel; 18 июня 1865, Ганновер, район Линден — 11 августа 1921, Берлин) — немецкий химик и исследователь, прославившийся изобретением «реакции Кнёвенагеля», названной в его честь.

## Семья
Эмиль был сыном химика, доктора философии Юлия Кнёвенагеля, и стенографистки Фредерики Якоби, дочери производителя автомобилей из Линдена. В 1895 Эмиль женился на Элизабет, дочери фармацевта Фердинанда Вохера и Гертруды Бленкарт. В браке родилось трое детей. Сын Уолтер в 1915 году, в возрасте 17 лет погиб в качестве добровольца в Северной Франции. Сам Эмиль служил штабным офицером 1914—1918 на Западном фронте.

## Биография
Учился в Ганноверском техническом институте, а с 1886 года в Гёттингенском университете под руководством В. Мейера и Л. Гаттермана. В 1889 году получил степень доктора философии и начал работать в Гейдельбергском университете. С 1896 г. доцент, с 1900 г. профессор кафедры органической химии этого университета. Много работал в области стереоизомерии. Обстоятельно исследовал реакцию альдегидов с ацетоуксусным эфиром в присутствии первичных аминов. Изучал соединения пиридинового ряда и показал, что производные пиридина могут быть получены нагреванием 1,5-дикетонов с гидроксиламином. Занимался также проблемами неорганической и физической химии.

## Работы
- Beiträge zur Kenntnis der negativen Natur organischer Radikale. Druck der Dieterich’schen Universitäts-Buchdruckerei (W. Fr. Kaestner), Göttingen 1889 (Dissertation,Göttingen, Phil. Fak., vom 17. Juni 1889).
- Beiträge zur Kenntnis des asymmetrischen Kohlenstoffatoms. Verlag Schade, Heidelberg 1892 (Habilitationsschrift, Universität Heidelberg 1892).
- Praktikum des anorganischen Chemikers : Einführung in die anorganische Chemie auf experimenteller Grundlage . Veit, Leipzig 2nd ed. 1909 Digital edition by the University and State Library Düsseldorf
- Beiträge zur Kenntnis des asymmetrischen Kohlenstoffatoms. Verlag Schade, Heidelberg 1892 (Habilitationsschrift, Universität Heidelberg 1892).
- Thiele’s Theorie der Partialvalenzen im Lichte der Stereochemie. In: Justus Liebigs Annalen der Chemie. Bd. 311—312, Leipzig 1900, S. 241—255.
- Praktikum des anorganischen Chemikers. Einführung in die anorganische Chemie auf experimenteller Grundlage. 2., vollst. veränd. Aufl. Mitbearbeitet von Erich Ebler. Veit & Co.o., Leipzig 1909
- Praktikum des anorganischen Chemikers. Einführung in die anorganische Chemie auf experimenteller Grundlage.3. Aufl. Mitbearbeitet von Erich Ebler. deGruyter, Berlin, Veit & Co.o., Leipzig 1920.